# أنا (فرانكشتاين)
أنا، فرانكشتاين (بالإنجليزية: I, Frankenstein)‏ هو فيلم رعب تم إنتاجه في أستراليا والولايات المتحدة وصدر في سنة 2014. الفيلم من إخراج ستيوارت بيتي وكتابة ستيوارت بيتي ومارى شيلى.

## الممثلون والشخصيات
- آرون إيكهارت (بدور: آدم)
- بيل ناي
- إيفون ستراهوفسكي (بدور: تيرا)
- ميراندا أوتو
- جاي كورتني
- إيدين يونج (بدور: الدكتور فرانكشتاين)
- كيتلين ستاسي
- كيفن جريفيوكس (بدور: ديكار)

## القصة
في عالمٍ بائسٍ انتشر فيه الظلم والفساد، حيث لا قانون إلا قانون الغاب، يصارع الجميع من أجل الحصول على القوة والسلطة. في خضم كل ما سبق، يجد آدم فرانكشتيان (أرون إيكارت) نفسه في معركة لا ناقة له فيها ولا جمل، وكل ذنبٍ ارتكبه أنه مسخٌ خالدٌ غير مرغوب فيه قام بصنعه الدكتور غريب الأطوار فيكتور فرانكشتاين.

## الميزانية والإيرادات
بلغت تكلفة إنتاج الفيلم حوالي 65 مليون دولار..

## روابط خارجية
- أنا، فرانكشتاين على موقع IMDb (الإنجليزية)
- أنا، فرانكشتاين على موقع ميتاكريتيك (الإنجليزية)
- أنا، فرانكشتاين على موقع روتن توميتوز (الإنجليزية)
- أنا، فرانكشتاين على موقع نتفليكس (الإنجليزية)
- أنا، فرانكشتاين على موقع قاعدة بيانات الأفلام العربية
- أنا، فرانكشتاين على موقع ألو سيني (الفرنسية)
- أنا، فرانكشتاين على موقع Turner Classic Movies (الإنجليزية)
- أنا، فرانكشتاين على موقع أول موفي (الإنجليزية)
- أنا، فرانكشتاين على موقع بوكس أوفيس موجو (الإنجليزية)
- أنا، فرانكشتاين على موقع فيلمافينيتي (الإسبانية)